# Chalé de la Plaza XV
El Chalé de la Plaza XV es un bar y restaurante ubicado en la Plaza XV de Novembro en el centro histórico de la ciudad de Porto Alegre, Brasil. Localizado en las inmediaciones del Mercado Público y el Palacio Municipal, es uno de los más tradicionales de la ciudad.  

## Historia
El primer chalé se inauguró el 22 de noviembre de 1885 como un quiosco de helados. Fue remodelado en 1909, 1911 y 1971 tras un incendio. Ha sido declarado como patrimonio histórico municipal pero aún conserva su función de restaurante. En 1999, junto con la restauración de la plaza, se restauró el edificio y se instaló un restaurante-escuela del SENAC especializado en cocina gaúcha.
El 11 de enero de 2011, el chalé y su plaza fueron reinaugurados por el Municipio tras la restauración de su estructura y la ampliación con un edificio anexo de líneas contemporáneas, con un coste de 1,5 millones de reales.El chalé tiene una larga tradición en Porto Alegre, y hasta hoy es un popular espacio de encuentro y ocio en el centro de la ciudad.

## Características
Construido con elementos desmontables de acero, madera y cristal, su diseño sigue un esquema radiocéntrico. Su estilo es ecléctico, y revela una preferencia por el pintoresquismo de la época en que fue construido. No obstante, hay elementos claramente Art Nouveau en su decoración, especialmente en la barandilla metálica que rodea la zona exterior y cierra la terraza. Los pilares y adornos metálicos, así como los paneles modulares de madera y cristal que componen la fachada, son testimonio de las innovaciones tecnológicas que tuvieron lugar a principios del siglo XX y que influyeron en los estilos arquitectónicos.
El pequeño edificio tiene dos plantas octogonales, un sótano y mezzanine', con un total de 195,23 m² de superficie. La planta baja está formada por la sala principal del restaurante más una sala anexa para la cocina y el apoyo, y el pequeño entresuelo. El suelo es de baldosas hidráulicas con motivos geométricos. La planta superior, a la que se accede a través de una escalera metálica móvil, muestra una sala más pequeña, también octogonal, con techo decorado con lambrequines y rodeada por una terraza con barandillas a modo de parapeto.